# Rexpoëde
Rexpoëde [ʁɛkspud] (niederländisch: Rekspoede) ist eine französische Gemeinde mit 1.984 Einwohnern (Stand 1. Januar 2022) im Département Nord in der Region Hauts-de-France. Sie gehört zum Arrondissement Dunkerque und zum Kanton Wormhout.

## Geographie
Die Gemeinde Rexpoëde liegt in Französisch-Flandern rund 20 Kilometer südöstlich von Dünkirchen, nahe der Grenze zu Belgien. Nachbargemeinden von Rexpoëde sind Killem im Norden, Oost-Cappel im Osten, Bambecque im Süden, West-Cappel im Westen und Warhem im Nordwesten. Das Gemeindegebiet wird vom Flüsschen Zwyne Becque nach Osten entwässert, das schließlich in die Yser (IJzer) mündet, die in Belgien in die Nordsee fließt.

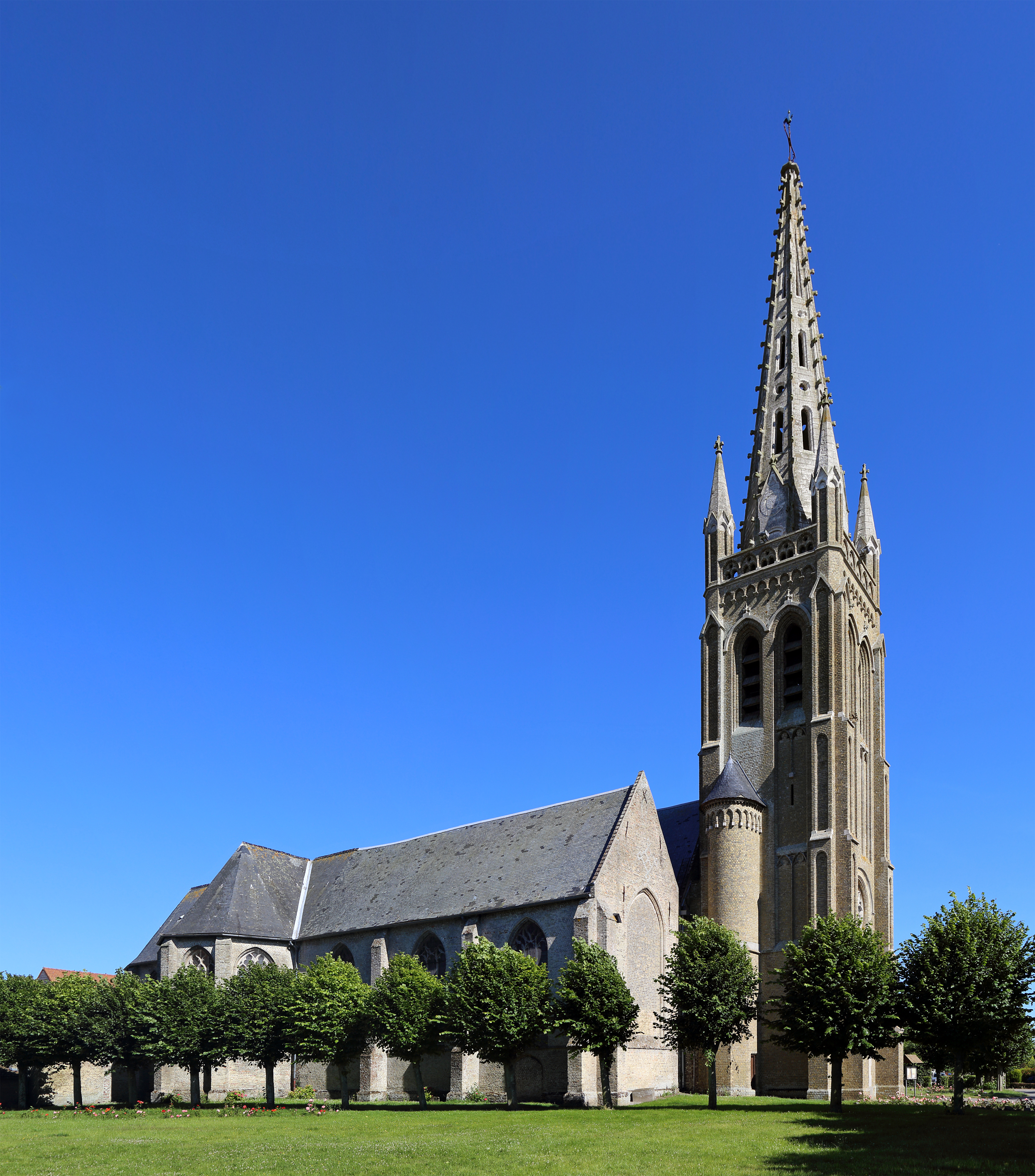
Kirche Saint-Omer

## Bevölkerungsentwicklung
| Jahr                       | 1968 | 1975 | 1982 | 1990 | 1999 | 2006 | 2013 | 2020 |
| Einwohner                  | 1154 | 1167 | 1384 | 1534 | 1545 | 1728 | 1881 | 2000 |
| Quellen: Cassini und INSEE |      |      |      |      |      |      |      |      |

## Sehenswürdigkeiten
- Kirche Saint-Omer aus dem 16. Jahrhundert mit wertvollem Mobiliar